# Reece Mastin
Reece Mastin, es un cantautor británico-australiano.

## Biografía
Es hijo de Debbie y Darren Mastin, tiene tres hermanas Olivia, Georgina y Philippa Mastin. Asistió al Golden Grove High School.
A los siete años Reece fue diagnosticado con síndrome de otitis, una condición que causada por una enfermedad crónica por acumulación de líquido en el oído medio.
En agosto del 2012 comenzó a salir con a actriz canadiense Rhiannon Fish, sin embargo la relación terminó hasta el 5 de febrero de 2015 después de tres años juntos debido a la distancia.

## Carrera musical
A los 12 años comenzó a escribir sus canciones.
Reece Mastin nació el 24 de noviembre de 1994 en el Reino Unido
En el 2011 Reece audicionó y participó en tercera temporada de la versión australiana del programa X Factor Australia y el 22 de noviembre del mismo año se anunció que Reece había ganado el programa, recibiendo así un contrato discográfico con Sony Music Australia. La canción con la que audicionó en el programa fue "Come Get Some" de Rooster.
Su sencillo "Good Night" fue lanzado poco después por medio de descarga digital.

## Discografía

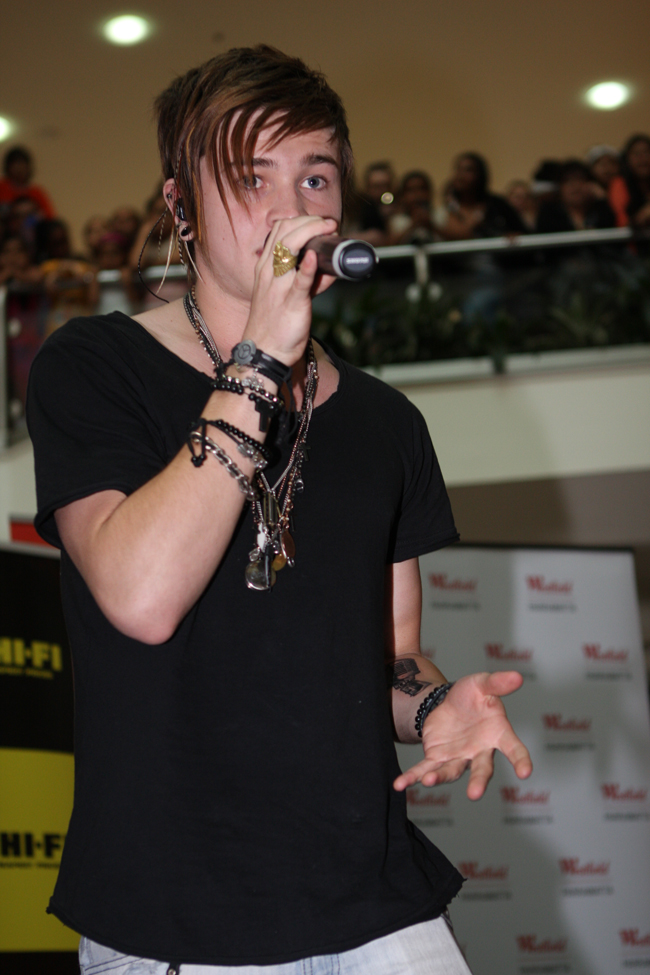
Reece cantando en el Westfield Parramatta en Sídney en diciembre del 2011.

### Álbumes de estudio
| Título              | Detalles del Álbum                                                                                         | Posicionamiento en las listas | Posicionamiento en las listas | Certificaciones                 |
| Título              | Detalles del Álbum                                                                                         | AUS                           | NZ                            | Certificaciones                 |
| ------------------- | --- | ----------------------------- | ----------------------------- | ------------------------------- |
| Reece Mastin        | - Lanzamiento: 9 de diciembre de 2011 - Formato: CD, descarga digital - Discográfica: Sony Music Australia | 2                             | 1                             | - ARIA: 2× Platino - RIANZ: Oro |
| Beautiful Nightmare | - Lanzamiento: 19 de octubre de 2012 - Formato: CD, descarga digital - Discográfica: Sony Music Australia  | 3                             | 2                             | - ARIA: Oro - RMNZ: Oro         |

### Sencillos
| 2011                                                                     | "Good Night"                   | 1  | 1  | - AUS: 5× Platino - NZ: Platino | Reece Mastin         |
| 2012                                                                     | "Shut Up & Kiss Me"            | 2  | 1  | - AUS: Platino - NZ: Oro        | Beautiful Nightmare  |
| 2012                                                                     | "Shout It Out"                 | 1  | 8  | - AUS: Platino                  | Beautiful Nightmare  |
| 2012                                                                     | "Rock Star"                    | 16 | 14 | - AUS: Platino                  | Beautiful Nightmare  |
| 2013                                                                     | "Timeless"                     | 85 | —  |                                 | Beautiful Nightmare  |
| 2013                                                                     | "Girls (All Around the World)" | 59 | —  |                                 |                      |
| 2015                                                                     | "Rebel and the Reason"         | 51 | —  |                                 | Rebel and the Reason |
| "—" Indica que el sencillo no fue lanzado o no se posicionó en ese país. |                                |    |    |                                 |                      |

- Videos Musicales:

| Año  | Video                          | Notas                                                                                |
| ---- | ------------------------------ | ------------------------------------------------------------------------------------ |
| 2011 | "Good Night"                   | -                                                                                    |
| 2012 | "Shut Up & Kiss Me"            | aparecieron Jess Bush & Arielle Panta como intereses románticos                      |
| 2012 | "Shout It Out"                 | la actriz Rhiannon Fish interpretó a su interés romántico. Dirigido por Emma Tomelty |
| 2012 | "Rock Star"                    |                                                                                      |
| 2013 | "Timeless"                     |                                                                                      |
| 2013 | "Girls (All Around the World)" |                                                                                      |
| 2015 | "Rebel and the Reason"         | Dirigido por Jonathan Vassallo                                                       |

- Otras apariciones:

| Año  | Título                            | Álbum        | Posicionamiento en las listas     |
| ---- | --------------------------------- | ------------ | --------------------------------- |
| 2011 | "She Will Be Loved" (de Maroon 5) | Reece Mastin | 87 (Australia) 32 (Nueva Zelanda) |

- Apariciones.:

| Año  | Programa           | Notas                      |
| ---- | ------------------ | -------------------------- |
| 2011 | X Factor Australia | 25 episodios - concursante |

## Premios y nominaciones
| Año  | Categoría                          | Premio                  | Resultado |
| ---- | ---------------------------------- | ----------------------- | --------- |
| 2012 | No. 1 Single ("Shut Up & Kiss Me") | ARIA No. 1 Chart Awards | Ganó      |
| 2012 | No. 1 Single ("Good Night")        | ARIA No. 1 Chart Awards | Ganó      |
| 2011 | Australian Male Artist             | IT List Awards          | Nominado  |
| 2011 | Album of 2011 (Reece Mastin)       | IT List Awards          | Nominado  |
| 2011 | Single of 2011 ("Good Night")      | IT List Awards          | Nominado  |